# КК Свети Ђорђе
КК Свети Ђорђе је српски кошаркашки клуб из Житишта. Тренутно се такмичи у Другој лиги Србије. 
Клуб је основан 1979. године под именом Пластика, а највећи клупски успеси до сада су освајање првог места у 1.МРЛ група север, као и учешће на финалном турниру Купа Радивоја Кораћа 2019. године.